# Drive-by Shooting
Drive-by Shooting ist ein Dokumentarfilm von Andy Anderson über den schleichenden Anstieg von Kriminalität in Fort Worth (Texas) und deren Alltäglichkeit.
Der Film zeigt langsame Kamerafahrten aus dem Seitenfenster eines Autos, während dieses durch die Straßen von Fort Worth fährt. Dabei erzählt eine monotone Stimme, welche Verbrechen an der gerade im Film zu sehenden Stelle verübt wurden. Dabei werden sowohl geringfügige Delikte wie Diebstahl von Essenmarken aber auch schwerwiegende Delikte wie beispielsweise Mord oder Vergewaltigung aufgeführt. Viele der geschilderten Fälle sind häusliche Gewalt. 
Anderson will damit darstellen, dass Gewalt oftmals in Gegenden stattfindet, die der eigenen Nachbarschaft ähnlich sind. Die Meldungen wurden aus Zeitungsartikeln und Polizeiberichten entnommen und schildern die Taten innerhalb eines Zeitraumes von zwei Monaten. Bei der Dokumentation wurde darauf geachtet, dass möglichst keine Personen abgebildet werden. 
Drive-by Shooting hat eine Länge von 120 Minuten. Sie wurde zuerst 1996 in 3sat in der Nacht als Endlosschleife im Zweikanalton (englisch, deutsch) aufgeführt und am 30. Dezember 2000 wiederholt.